# (467172) 2016 EK110
(467172) 2016 EK110 es un asteroide perteneciente al cinturón de asteroides, descubierto el 8 de abril de 2006 por el equipo Spacewatch desde el Observatorio Nacional de Kitt Peak (Arizona, Estados Unidos).